# Ескуїнтла (місто, Мексика)
Ескуїнтла (ісп. Escuintla) — місто в мексиканському штаті Чіапас, центр однойменної міської громади.

## Географія
Ескуїнтла розташована у Південній Мексиці на півдні Чіапаса, між тихоокеанським узбережжям та гірським пасмом Сьєрра-Мадре-де-Чіапас.

### Клімат
Місто знаходиться у зоні, котра характеризується кліматом тропічних саван. Найтепліший місяць — квітень із середньою температурою 29.6 °C (85.3 °F). Найхолодніший місяць — січень, із середньою температурою 27.4 °С (81.3 °F).
| Клімат Ескуїнтли        | Клімат Ескуїнтли | Клімат Ескуїнтли | Клімат Ескуїнтли | Клімат Ескуїнтли | Клімат Ескуїнтли | Клімат Ескуїнтли | Клімат Ескуїнтли | Клімат Ескуїнтли | Клімат Ескуїнтли | Клімат Ескуїнтли | Клімат Ескуїнтли | Клімат Ескуїнтли | Клімат Ескуїнтли |
| Показник                | Січ.             | Лют.             | Бер.             | Квіт.            | Трав.            | Черв.            | Лип.             | Серп.            | Вер.             | Жовт.            | Лист.            | Груд.            | Рік              |
| Абсолютний максимум, °C | 39,5             | 40               | 42               | 42               | 42,5             | 45               | 39,5             | 39,5             | 42,5             | 41,5             | 40               | 38               | 45               |
| Середній максимум, °C   | 34,6             | 35,4             | 36,4             | 36,4             | 35,1             | 33,4             | 33,6             | 33,7             | 33,4             | 33,3             | 33,7             | 34               | 34,4             |
| Середня температура, °C | 27,4             | 28               | 29               | 29,6             | 29,1             | 28,1             | 28               | 28,1             | 27,8             | 27,8             | 27,7             | 27,4             | 28,2             |
| Середній мінімум, °C    | 20,2             | 20,6             | 21,6             | 22,7             | 23,2             | 22,7             | 22,4             | 22,4             | 22,3             | 22,2             | 21,7             | 20,8             | 21,9             |
| Абсолютний мінімум, °C  | 14,5             | 15               | 10,5             | 16               | 18               | 19,5             | 19               | 12,1             | 12,5             | 13,1             | 16               | 11               | 10,5             |
| Норма опадів, мм        | 12               | 13               | 32               | 90               | 367              | 550              | 513              | 600              | 663              | 431              | 86               | 13               | 3370             |
| Днів з дощем            | 0,9              | 0,8              | 2,2              | 5,6              | 15,8             | 22,4             | 22,4             | 23,2             | 24,1             | 17,9             | 5,3              | 1,3              | 141,9            |
| ----------------------- | ---------------- | ---------------- | ---------------- | ---------------- | ---------------- | ---------------- | ---------------- | ---------------- | ---------------- | ---------------- | ---------------- | ---------------- | ---------------- |
| Джерело: Weatherbase    |                  |                  |                  |                  |                  |                  |                  |                  |                  |                  |                  |                  |                  |